# Myrcia thyrsoidea
Myrcia thyrsoidea är en myrtenväxtart som beskrevs av Otto Karl Berg. Myrcia thyrsoidea ingår i släktet Myrcia och familjen myrtenväxter. Inga underarter finns listade i Catalogue of Life.